# Janet Cole (Filmproduzentin)
Janet Cole (* im 20. Jahrhundert) ist eine unabhängige US-amerikanische Filmproduzentin mit Schwerpunkt auf Dokumentationen.

## Wirken
Der von 1998 von Cole produzierte Dokumentarfilm Wir bedauern, Ihnen mitteilen zu müssen, inszeniert und geschrieben von Barbara Sonneborn, war bei der Oscarverleihung 1999 als Bester Dokumentarfilm nominiert. Hinzu kam eine Emmy-Nominierung im Jahr 2001. Diese Film war der erste, mit dem sie überhaupt als Produzentin in Erscheinung trat. Bis 2007 entstanden weitere sieben Produktionen mit ihrer Beteiligung. In ihren Filmen liegt der Fokus auf sozialen Aspekten. Ihre Karriere im Filmbereich begann sie mit dem Regisseur Peter Adair, als sie an seinem Film Absolutely Positive (1991) beteiligt war. Außerdem ist sie auch Beraterin mit Fokus auf den Filmbereich für verschiedene Institutionen, Organisationen und Sender sowie Filmemacher und Künstler tätig.
Im Jahr 2002 gewann sie zwei Emmys.
Cole ist Mitglied der Academy of Motion Picture Arts and Sciences.

## Filmografie (Auswahl)
- 1998: Wir bedauern, Ihnen mitteilen zu müssen (Regret to Inform)
- 2000: Paragraph 175
- 2001: Promises
- 2004: Freedom Machines
- 2007: Word Is Out: Then and Now, Thirty Years Later